# Урочище «Летавське»
Урочище «Летавське» — проектований ландшафтний заказник місцевого значення за 2 км на захід від села Грицьків Городецького району на Хмельниччині. Зарезервований для наступного заповідання рішенням Хмельницького облвиконкому № 2 від 01.11.1996 року.

## Опис
Грабово-дубовий ліс з численними галявинами, ярами і рідкісними рослинами.
Площа — 37,8 га.